# Coppa del Mondo di slittino 2026
La Coppa del Mondo di slittino 2025/2026 sarà la quarantanovesima edizione del massimo circuito mondiale dello slittino, manifestazione organizzata annualmente dalla FIL; inizierà il 5 dicembre 2025 ad Innsbruck in Austria e si concluderà l'8 marzo 2026 ad Altenberg in Germania. Originariamente si sarebbe dovuta disputare una tappa anche nella località tedesca di Schönau am Königssee, ma i lavori di ristrutturazione, successivi ai danneggiamenti occorsi per l'alluvione occorsa nel 2021, non sarebbero stati ultimati in tempo a causa di un guasto subito al sistema di raffreddamento e venne quindi sostituita con un secondo evento ad Oberhof.
Si disputeranno quarantotto gare: nove prove nel singolo donne, nel singolo uomini, nel doppio donne e nel doppio uomini, tre nella staffetta mista del singolo e tre in quella del doppio nonché sei nelle gare a squadre.
Nel corso della stagione si svolgeranno anche i XXV Giochi olimpici invernali di Milano e Cortina d'Ampezzo, in Italia, competizione non valida ai fini della Coppa del Mondo, mentre la prima tappa di Oberhof e quella di Lake Placid saranno valide rispettivamente anche come campionati europei e campionati pacifico-americani.
Anche per questa edizione della Coppa del Mondo, come già accaduto nelle tre precedenti, nessuno slittinista russo poté prendere parte alle gare; il congresso della FIL confermò nuovamente la decisione presa dal proprio comitato esecutivo, che escluse gli atleti russi da tutte le competizioni disputate sotto la sua egida a causa dell'invasione dell'Ucraina da parte della Russia, deliberando altresì che non avrebbero potuto partecipare neppure sotto le insegne degli Atleti Individuali Neutrali.

## Calendario
| Tappa  | Località          | Pista                              | Data                      | Gare donne      | Gare donne      | Gare uomini     | Gare uomini     | Gare miste        | Gare miste       | Gare miste      |
| Tappa  | Località          | Pista                              | Data                      | Singolo         | Doppio          | Singolo         | Doppio          | Staffetta singolo | Staffetta doppio | Gara a squadre  |
| ------ | ----------------- | ---------------------------------- | ------------------------- | --------------- | --------------- | --------------- | --------------- | ----------------- | ---------------- | --------------- |
| 1      | Innsbruck         | Olympia Eiskanal Innsbruck-Igls    | 5–7 dicembre 2025         | ●               | ●               | ●               | ●               | ●                 | ●                | ●               |
| 2      | Park City         | Pista dello Utah Olympic Park      | 12–13 dicembre 2025       | ●               | ●               | ●               | ●               |                   |                  | ●               |
| 3      | Lake Placid       | Pista del Monte Van Hoevenberg     | 19–20 dicembre 2025       | ●               | ●               | ●               | ●               | ●                 | ●                |                 |
| 4      | Sigulda           | Pista di Sigulda                   | 3–4 gennaio 2026          | ●               | ●               | ●               | ●               |                   |                  | ●               |
| 5      | Winterberg        | Eisarena Winterberg                | 10–11 gennaio 2026        | ●               | ●               | ●               | ●               |                   |                  | ●               |
| 6      | Oberhof           | Pista di Oberhof                   | 17–18 gennaio 2026        | ●               | ●               | ●               | ●               |                   |                  | ●               |
| 7      | Oberhof           | Pista di Oberhof                   | 23–24 gennaio 2026        | ●               | ●               | ●               | ●               | ●                 | ●                |                 |
| -      | Cortina d'Ampezzo | Pista olimpica Eugenio Monti       | 7–12 febbraio 2026        | Giochi olimpici | Giochi olimpici | Giochi olimpici | Giochi olimpici | Giochi olimpici   | Giochi olimpici  | Giochi olimpici |
| 8      | Sankt Moritz      | Olympia Bobrun St. Moritz–Celerina | 28 febbraio–1º marzo 2026 | ●               | ●               | ●               | ●               |                   |                  |                 |
| 9      | Altenberg         | Eiskanal Altenberg                 | 7–8 marzo 2026            | ●               | ●               | ●               | ●               |                   |                  | ●               |
| Totale | Totale            | Totale                             | Totale                    | 9               | 9               | 9               | 9               | 3                 | 3                | 6               |

|  | La prima tappa di Oberhof e quella di Lake Placid assegnarono rispettivamente anche il titolo europeo e quello pacifico-americano 2026. |

| Tappe cancellate     | Tappe cancellate   | Tappe cancellate   | Tappe cancellate | Tappe cancellate | Tappe cancellate | Tappe cancellate | Tappe cancellate  | Tappe cancellate | Tappe cancellate | Tappe cancellate             |
| Località             | Pista              | Data               | Gare donne       | Gare donne       | Gare uomini      | Gare uomini      | Gare miste        | Gare miste       | Gare miste       | sostituita da                |
| Località             | Pista              | Data               | Singolo          | Doppio           | Singolo          | Doppio           | Staffetta singolo | Staffetta doppio | Gara a squadre   | sostituita da                |
| -------------------- | ------------------ | ------------------ | ---------------- | ---------------- | ---------------- | ---------------- | ----------------- | ---------------- | ---------------- | ---------------------------- |
| Schönau am Königssee | Eisarena Königssee | 23–24 gennaio 2026 | ●                | ●                | ●                | ●                | ●                 | ●                |                  | Oberhof (23–24 gennaio 2026) |